# Чемпионат Нидерландских Антильских островов по футболу
Чемпионат Нидерландских Антильских островов по футболу (Копа Антиано, Копа Антильяно) — футбольное соревнование самоуправляемой части Королевства Нидерландов Нидерландские Антильские островах, которое проводилось под эгидой Футбольного союза Нидерландских Антильских островов. Участниками турнира были лучшие команды чемпионатов Арубы, Бонайре и Кюрасао.
Неофициальный матч между лучшими командами Арубы и Кюрасао впервые состоялся 16 марта 1941 года. В нём «Йонг Холланд» (Кюрасао) одержал победу со счётом 5:2 над «Расингом» (Аруба), получив трофей, изготовленный Эдом Х. Рагхунатхом. В конце года футбольные федерации Арубы и Кюрасао учредили совместную Федерацию футбола Нидерландских Антильских островов. Новая организация провела провела матч между лучшими командами островов в 1942 году, но в 1944 году клубы отказались сыграть между собой. В 1943 году прошёл неофициальный турнир, где играли две лучшие команды Кюрасао с чемпионом Арубы.
Попытка возродить турнир предпринималась в 1956 году, но федерации Арубы и Кюрасао не договорились о дате проведения соревнования. В итоге турнир вновь состоялся в 1960 году между четырьмя лучшими командами двух островов. Победителем турнира вновь вышла команда «Йонг Холланд». В 1963 году для участия в турнире были допущены клубы из Бонайре. Арубские команды перестали играть в чемпионате Нидерландских Антильских островов в 1986 году из-за получения отдельного статуса и обретения членства в ФИФА.
Турнир был расформирован после конституционной реформы и упразднения Нидерландских Антильских островов. Последний раз он был проведён в сезоне 2009/10, а его победителем стал «Барбер». Закрытию соревнования предшествовало то, что в сезонах 1989/90, 1990/91, 2002/03, 2005/06 и 2009 в нём играли только клубы из Кюрасао, так как чемпионат Арубы не был завершён вовремя.
В чемпионате Нидерландских Антильских остров доминировали команды из Кюрасао, выигравшие 45 титулов. Клубы из Арубы побеждали дважды, а представители Бонайре остались без единого титула. Наибольшее число трофеев принадлежит клубу «Йонг Коломбия», имеющей в своём активе 11 чемпионств.
В 2015 и 2017 году в городе Ринкон проводился турнир между лучшими командами Арубы и Бонайре. В 2018 году был запущен Кубок АБК (Аруба, Бонайре, Кюрасао), где выступают по две лучшие команды от трёх островов.

## Победители
- 1941 — Йонг Холланд
- 1942 — Йонг Холланд
- 1960 — Йонг Холланд
- 1961 — Ситок
- 1962 — Ситок
- 1963 — Вендам
- 1965 — Расинг
- 1966 — Йонг Коломбия
- 1967 — Шерпенхойвель
- 1968 — Йонг Коломбия
- 1969 — СУБТ Виллемстад
- 1970 — Эстрелла
- 1972 — Йонг Коломбия
- 1974 — Йонг Коломбия
- 1975/76 — Йонг Коломбия
- 1976/77 — Йонг Холланд
- 1977/78 — Йонг Холланд
- 1978/79 — Йонг Коломбия
- 1979/80 — Йонг Коломбия
- 1980/81 — СУБТ Виллемстад
- 1981/82 — Йонг Холланд
- 1982/83 — СУБТ Виллемстад
- 1983 — СУБТ Виллемстад
- 1984 — СУБТ Виллемстад
- 1985 — Унион Депортива
- 1986 — Виктори Бойз
- 1987 — Унион Депортива
- 1988/89 — Йонг Коломбия
- 1989/90 — Унион Депортива
- 1990/91 — Ситок
- 1991 — Ситок
- 1992 — Ситок
- 1993 — Ситок
- 1994 — Йонг Коломбия
- 1995/96 — Ситок
- 1996/97 — Унион Депортива
- 1997 — Йонг Коломбия
- 1998/99 — Ситок
- 2000/01 — Йонг Коломбия
- 2001/02 — Барбер
- 2002/03 — Барбер
- 2003/04 — Барбер
- 2004/05 — Барбер
- 2005/06 — Барбер
- 2006/07 — Барбер
- 2007/08 — Барбер
- 2009 — Хубентут Фортуна
- 2009/10 — Барбер

## Победители по клубам
| Клуб             | Побед | Последний |
| ---------------- | ----- | --------- |
| Йонг Коломбия    | 11    | 2000/01   |
| Барбер           | 8     | 2009/10   |
| Ситок            | 8     | 1998/99   |
| Йонг Холланд     | 5     | 1981/82   |
| СУБТ Виллемстад  | 5     | 1984      |
| Унион Депортива  | 4     | 1996/97   |
| Шерпенхойвель    | 1     | 1967      |
| Эстрелла         | 1     | 1970      |
| Хубентут Фортуна | 1     | 2009      |
| Расинг           | 1     | 1965      |
| Вендам           | 1     | 1963      |
| Виктори Бойз     | 1     | 1986      |